# Dzierhaje
Dzierhaje (biał. Дзергаі, ros. Дергаи) – wieś na Białorusi, w obwodzie mińskim, w rejonie mińskim, w sielsowiecie Nowy Dwór.